# Championnat des Flandres 2014
La 99e édition du Championnat des Flandres (en néerlandais : Kampioenschap van Vlaanderen) a eu lieu le 19 septembre 2014. La course fait partie du calendrier UCI Europe Tour 2014 en catégorie 1.1.

## Présentation

### Équipes
Classé en catégorie 1.1 de l'UCI Europe Tour, le Championnat des Flandres est par conséquent ouvert aux UCI ProTeams dans la limite de 50 % des équipes participantes, aux équipes continentales professionnelles, aux équipes continentales et aux équipes nationales.
Vingt-et-une équipes participent à ce Championnat des Flandres - six équipes UCI ProTeams, quatre équipes continentales professionnelles et onze équipes continentales :
| UCI ProTeams        | UCI ProTeams | UCI ProTeams |
| Nom de l'équipe     | Pays         | Code         |
| ------------------- | ------------ | ------------ |
| FDJ.fr              | France       | FDJ          |
| Garmin-Sharp        | États-Unis   | GRS          |
| Giant-Shimano       | Pays-Bas     | GIA          |
| Lotto-Belisol       | Belgique     | LTB          |
| Tinkoff-Saxo        | Russie       | TCS          |
| Trek Factory Racing | États-Unis   | TFR          |

| Équipes continentales professionnelles | Équipes continentales professionnelles | Équipes continentales professionnelles |
| Nom de l'équipe                        | Pays                                   | Code                                   |
| -------------------------------------- | -------------------------------------- | -------------------------------------- |
| Androni Giocattoli-Venezuela           | Italie                                 | AND                                    |
| Cofidis                                | France                                 | COF                                    |
| Topsport Vlaanderen-Baloise            | Belgique                               | TSV                                    |
| Wanty-Groupe Gobert                    | Belgique                               | WGG                                    |

| Équipes continentales                     | Équipes continentales | Équipes continentales |
| Nom de l'équipe                           | Pays                  | Code                  |
| ----------------------------------------- | --------------------- | --------------------- |
| 3M                                        | Belgique              | MMM                   |
| An Post-ChainReaction                     | Irlande               | SKT                   |
| De Rijke                                  | Pays-Bas              | RIJ                   |
| Joker                                     | Norvège               | TJO                   |
| Josan-To Win                              | Belgique              | JTW                   |
| Riwal Platform                            | Danemark              | VPC                   |
| Stölting                                  | Allemagne             | STG                   |
| Vastgoedservice-Golden Palace Continental | Belgique              | VGS                   |
| Veranclassic-Doltcini                     | Belgique              | VER                   |
| Verandas Willems                          | Belgique              | WIL                   |
| Wallonie-Bruxelles                        | Belgique              | WBC                   |

## Classement final

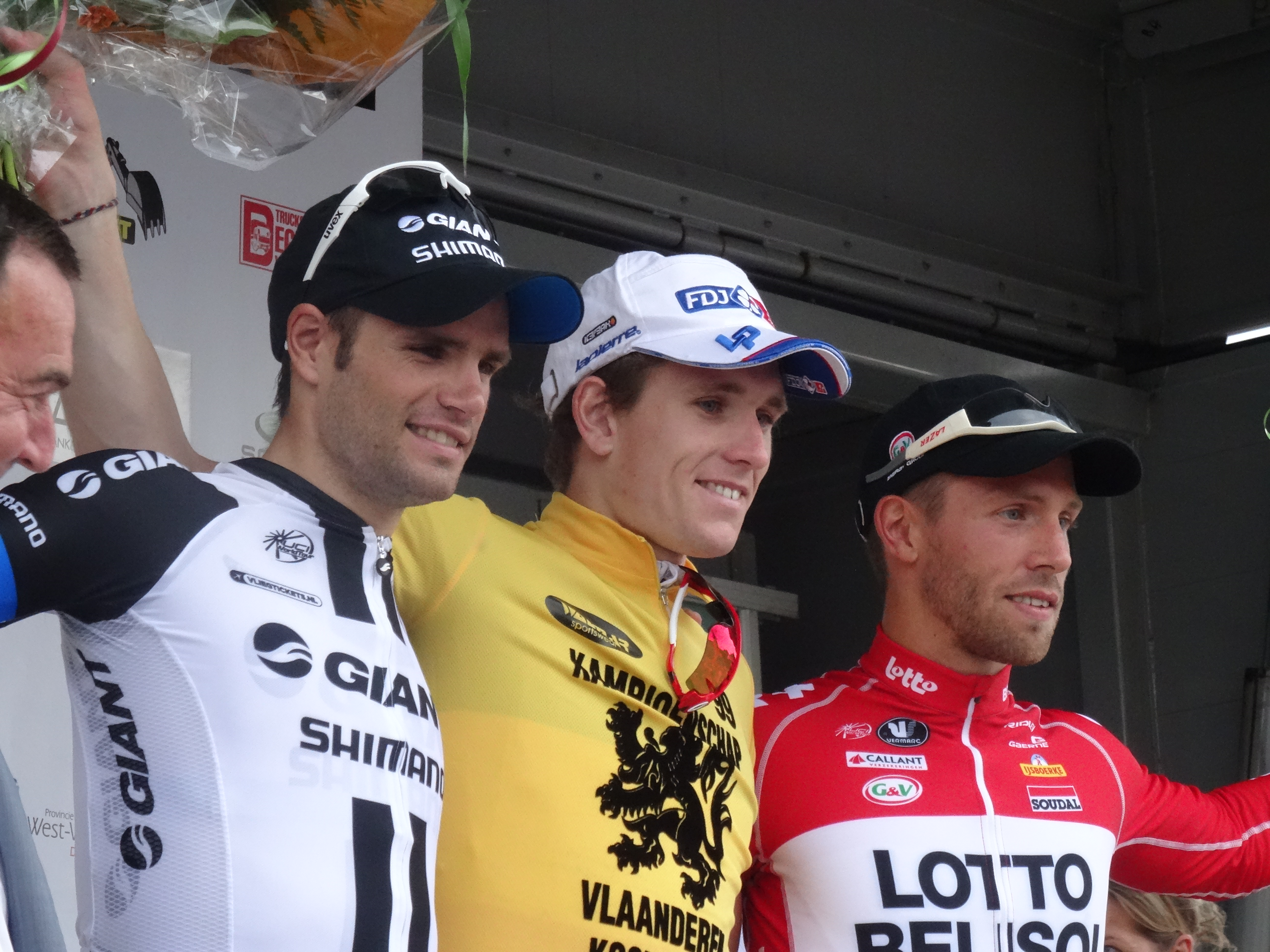
Podium de l'édition 2014 du Championnat des Flandres : Luka Mezgec (2e), Arnaud Démare (1er) et Jonas Van Genechten (3e).

|    | Coureur             | Pays     | Équipe                       |    | Temps           |
| -- | ------------------- | -------- | ---------------------------- | -- | --------------- |
| 1  | Arnaud Démare       | France   | FDJ.fr                       | en | 4 h 12 min 25 s |
| 2  | Luka Mezgec         | Slovénie | Giant-Shimano                | +  | m.t             |
| 3  | Jonas Van Genechten | Belgique | Lotto-Belisol                |    | m.t             |
| 4  | Michael Van Staeyen | Belgique | Topsport Vlaanderen-Baloise  |    | m.t             |
| 5  | Danny van Poppel    | Pays-Bas | Trek Factory Racing          |    | m.t             |
| 6  | Kenny van Hummel    | Pays-Bas | Androni Giocattoli-Venezuela |    | m.t             |
| 7  | Joeri Stallaert     | Belgique | Veranclassic-Doltcini        |    | m.t             |
| 8  | Adrien Petit        | France   | Cofidis                      |    | m.t             |
| 9  | Yoeri Havik         | Pays-Bas | De Rijke                     |    | m.t             |
| 10 | Tom Van Asbroeck    | Belgique | Topsport Vlaanderen-Baloise  |    | m.t             |

## Liste des participants
- Liste de départ complète

| Légende | Légende                                                                    | Légende | Légende                                                    |
| ------- | -------------------------------------------------------------------------- | ------- | ---------------------------------------------------------- |
| Num     | Dossard de départ porté par le coureur sur ce Championnat des Flandres     | Pos     | Position à l'arrivée de la course                          |
|         | Indique un maillot de champion national ou mondial, suivi de sa spécialité | NP      | Indique un coureur qui n'a pas pris le départ de la course |
| AB      | Indique un coureur qui n'a pas terminé la course                           | HD      | Indique un coureur qui a terminé la course hors des délais |

| Lotto-Belisol LTB | Lotto-Belisol LTB              | Lotto-Belisol LTB |
| ----------------- | ------------------------------ | ----------------- |
| Num               | Coureur                        | Pos               |
| 1                 | Jens Debusschere (BEL) (Route) | 62e               |
| 2                 | Kris Boeckmans (BEL)           | 31e               |
| 3                 | Kenny Dehaes (BEL)             | AB                |
| 4                 | Gert Dockx (BEL)               | 96e               |
| 5                 | André Greipel (GER) (Route)    | 108e              |
| 6                 | Tosh Van der Sande (BEL)       | 92e               |
| 7                 | Marcel Sieberg (GER)           | 93e               |
| 8                 | Jonas Van Genechten (BEL)      | 3e                |

| Giant-Shimano GIA | Giant-Shimano GIA     | Giant-Shimano GIA |
| ----------------- | --------------------- | ----------------- |
| Num               | Coureur               | Pos               |
| 11                | Jonas Ahlstrand (SWE) | AB                |
| 12                | Brian Bulgaç (NED)    | AB                |
| 13                | Ji Cheng (CHN)        | AB                |
| 14                | Bert De Backer (BEL)  | 97e               |
| 15                | Luka Mezgec (SLO)     | 2e                |
| 16                |                       |                   |
| 17                | Tom Stamsnijder (NED) | 94e               |
| 18                | Tom Veelers (NED)     | 91e               |

| FDJ.fr FDJ | FDJ.fr FDJ                     | FDJ.fr FDJ |
| ---------- | ------------------------------ | ---------- |
| Num        | Coureur                        | Pos        |
| 21         | Lorrenzo Manzin (FRA)          | 121e       |
| 22         | Marc Sarreau (FRA)             | 103e       |
| 23         | Sébastien Chavanel (FRA)       | 90e        |
| 24         | Mickaël Delage (FRA)           | 52e        |
| 25         | Arnaud Démare (FRA) (Route)    | 1er        |
| 26         | Anthony Geslin (FRA)           | 114e       |
| 27         | Olivier Le Gac (FRA)           | 115e       |
| 28         | Pierre-Henri Lecuisinier (FRA) | 124e       |

| Tinkoff-Saxo TCS | Tinkoff-Saxo TCS     | Tinkoff-Saxo TCS |
| ---------------- | -------------------- | ---------------- |
| Num              | Coureur              | Pos              |
| 31               | Edward Beltrán (COL) | 81e              |
| 32               | Michal Kolář (SVK)   | 46e              |
| 33               | Karsten Kroon (NED)  | 79e              |
| 34               | Jay McCarthy (AUS)   | 51e              |
| 35               | Michael Mørkøv (DEN) | 83e              |
| 36               | Matti Breschel (DEN) | 109e             |
| 37               | Ivan Rovny (RUS)     | 72e              |
| 38               | Nikolay Trusov (RUS) | 36e              |

| Trek Factory Racing TFR | Trek Factory Racing TFR | Trek Factory Racing TFR |
| ----------------------- | ----------------------- | ----------------------- |
| Num                     | Coureur                 | Pos                     |
| 41                      | Stijn Devolder (BEL)    | AB                      |
| 42                      | Clément Chevrier (FRA)  | 76e                     |
| 43                      | Grégory Rast (SUI)      | 99e                     |
| 44                      | Fabio Silvestre (POR)   | 123e                    |
| 45                      | Laurent Didier (LUX)    | AB                      |
| 46                      | Boy van Poppel (NED)    | 88e                     |
| 47                      | Danny van Poppel (NED)  | 5e                      |
| 48                      | Calvin Watson (AUS)     | AB                      |

| Garmin-Sharp GRS | Garmin-Sharp GRS        | Garmin-Sharp GRS |
| ---------------- | ----------------------- | ---------------- |
| Num              | Coureur                 | Pos              |
| 51               | Thomas Dekker (NED)     | 78e              |
| 52               | Dylan Girdlestone (RSA) | 65e              |
| 53               | Raymond Kreder (NED)    | 22e              |
| 54               | Lachlan Morton (AUS)    | AB               |
| 55               | Nick Nuyens (BEL)       | 74e              |
| 56               |                         |                  |
| 57               |                         |                  |
| 58               | Steele Von Hoff (AUS)   | 24e              |

| Androni Giocattoli-Venezuela AND | Androni Giocattoli-Venezuela AND | Androni Giocattoli-Venezuela AND |
| -------------------------------- | -------------------------------- | -------------------------------- |
| Num                              | Coureur                          | Pos                              |
| 61                               | Marco Bandiera (ITA)             | 102e                             |
| 62                               | Marco Frapporti (ITA)            | 118e                             |
| 63                               | Tiziano Dall'Antonia (ITA)       | AB                               |
| 64                               | Johnny Hoogerland (NED)          | 28e                              |
| 65                               | Angelo Raffaele (ITA)            | AB                               |
| 66                               | Nicola Testi (ITA)               | 17e                              |
| 67                               | Kenny van Hummel (NED)           | 6e                               |
| 68                               | Matteo Di Serafino (ITA)         | 125e                             |

| Cofidis COF | Cofidis COF             | Cofidis COF |
| ----------- | ----------------------- | ----------- |
| Num         | Coureur                 | Pos         |
| 71          | Edwig Cammaerts (BEL)   | 39e         |
| 72          | Julien Fouchard (FRA)   | AB          |
| 73          | Anthony Turgis (FRA)    | 37e         |
| 74          | Cyril Lemoine (FRA)     | 98e         |
| 75          | Adrien Petit (FRA)      | 8e          |
| 76          | Stéphane Poulhiès (FRA) | 95e         |
| 77          | Florian Sénéchal (FRA)  | 113e        |
| 78          | Dylan Kowalski (FRA)    | 48e         |

| Topsport Vlaanderen-Baloise TSV | Topsport Vlaanderen-Baloise TSV | Topsport Vlaanderen-Baloise TSV |
| ------------------------------- | ------------------------------- | ------------------------------- |
| Num                             | Coureur                         | Pos                             |
| 81                              | Zico Waeytens (BEL)             | 87e                             |
| 82                              | Jonas Rickaert (BEL)            | 77e                             |
| 83                              | Jarl Salomein (BEL)             | 23e                             |
| 84                              | Stijn Steels (BEL)              | 112e                            |
| 85                              | Tom Van Asbroeck (BEL)          | 10e                             |
| 86                              | Michael Van Staeyen (BEL)       | 4e                              |
| 87                              | Kenneth Vanbilsen (BEL)         | 75e                             |
| 88                              | Moreno De Pauw (BEL)            | AB                              |

| Wanty-Groupe Gobert WGG | Wanty-Groupe Gobert WGG   | Wanty-Groupe Gobert WGG |
| ----------------------- | ------------------------- | ----------------------- |
| Num                     | Coureur                   | Pos                     |
| 91                      | Nico Sijmens (BEL)        | 106e                    |
| 92                      | Laurens De Vreese (BEL)   | 18e                     |
| 93                      | Roy Jans (BEL)            | 11e                     |
| 94                      | Wesley Kreder (NED)       | 107e                    |
| 95                      | Alexander Maes (BEL)      | 27e                     |
| 96                      | Fréderique Robert (BEL)   | 117e                    |
| 97                      | Lander Seynaeve (BEL)     | 64e                     |
| 98                      | James Vanlandschoot (BEL) | AB                      |

| An Post-ChainReaction SKT | An Post-ChainReaction SKT | An Post-ChainReaction SKT |
| ------------------------- | ------------------------- | ------------------------- |
| Num                       | Coureur                   | Pos                       |
| 101                       | David McCarthy (IRL)      | AB                        |
| 102                       | Kevin Claeys (BEL)        | AB                        |
| 103                       | Conor Dunne (IRL)         | 104e                      |
| 104                       | Jack Wilson (IRL)         | 57e                       |
| 105                       |                           |                           |
| 106                       | Mark McNally (GBR)        | 70e                       |
| 107                       | Glenn O'Shea (AUS)        | AB                        |
| 108                       | Laurent Vanden Bak (BEL)  | 116e                      |

| De Rijke RIJ | De Rijke RIJ              | De Rijke RIJ |
| ------------ | ------------------------- | ------------ |
| Num          | Coureur                   | Pos          |
| 111          | Dex Groen (NED)           | 20e          |
| 112          | Christoph Pfingsten (GER) | AB           |
| 113          | Dylan Groenewegen (NED)   | 19e          |
| 114          | Yoeri Havik (NED)         | 9e           |
| 115          | Kobus Hereijgers (NED)    | 26e          |
| 116          | Sjoerd Kouwenhoven (NED)  | NP           |
| 117          | Ronan van Zandbeek (NED)  | AB           |
| 118          | Coen Vermeltfoort (NED)   | AB           |

| Josan-To Win JTW | Josan-To Win JTW       | Josan-To Win JTW |
| ---------------- | ---------------------- | ---------------- |
| Num              | Coureur                | Pos              |
| 121              | Jonathan Breyne (BEL)  | AB               |
| 122              | Dries De Bondt (BEL)   | 89e              |
| 123              | Angelo De Clercq (BEL) | 56e              |
| 124              | Niels De Rooze (BEL)   | 50e              |
| 125              | Dirk Finders (GER)     | 59e              |
| 126              | Niels Reynvoet (BEL)   | 25e              |
| 127              | Robin Venneman (BEL)   | 73e              |
| 128              | Benjamin Verraes (BEL) | 16e              |

| Riwal Platform VPC | Riwal Platform VPC         | Riwal Platform VPC |
| ------------------ | -------------------------- | ------------------ |
| Num                | Coureur                    | Pos                |
| 131                | Jonas Aaen Jørgensen (DEN) | 44e                |
| 132                | Martin Herbæk Grøn (DEN)   | 101e               |
| 133                | Kasper Klostergaard (DEN)  | 61e                |
| 134                | Kaspar Schjønnemann (DEN)  | AB                 |
| 135                |                            |                    |
| 136                | Mikkel Mortensen (DEN)     | 127e               |
| 137                |                            |                    |
| 138                | Alex Rasmussen (DEN)       | AB                 |

| Joker TJO | Joker TJO                   | Joker TJO |
| --------- | --------------------------- | --------- |
| Num       | Coureur                     | Pos       |
| 141       | Vegard Robinson Bugge (NOR) | 32e       |
| 142       | Truls Engen Korsæth (NOR)   | AB        |
| 143       | Philip Lindau (SWE)         | 35e       |
| 144       | Odd Christian Eiking (NOR)  | 54e       |
| 145       | Jo Kogstad Ringheim (NOR)   | AB        |
| 146       | Anders Skaarseth (NOR)      | 55e       |
| 147       | Kristoffer Skjerping (NOR)  | 40e       |
| 148       | Adrian Aas Stien (NOR)      | 60e       |

| Stölting STG | Stölting STG          | Stölting STG |
| ------------ | --------------------- | ------------ |
| Num          | Coureur               | Pos          |
| 151          | Phil Bauhaus (GER)    | 110e         |
| 152          | Jan Dieteren (GER)    | 33e          |
| 153          | Markus Eichler (GER)  | AB           |
| 154          | Silvio Herklotz (GER) | 82e          |
| 155          | Thomas Koep (GER)     | 69e          |
| 156          | Jan Oelerich (GER)    | 47e          |
| 157          | Jonas Tenbrock (GER)  | AB           |
| 158          | Max Walscheid (GER)   | 38e          |

| 3M MMM | 3M MMM                    | 3M MMM |
| ------ | ------------------------- | ------ |
| Num    | Coureur                   | Pos    |
| 161    | Tim Vanspeybroeck (BEL)   | 126e   |
| 162    | Tom Devriendt (BEL)       | AB     |
| 163    | Gregory Franckaert (BEL)  | 43e    |
| 164    | Fraser Gough (AUS)        | 111e   |
| 165    | Egidijus Juodvalkis (LTU) | 45e    |
| 166    | Joren Segers (BEL)        | 30e    |
| 167    | Christophe Sleurs (BEL)   | AB     |
| 168    | Emiel Vermeulen (BEL)     | 15e    |

| Vastgoedservice-Golden Palace Continental VGS | Vastgoedservice-Golden Palace Continental VGS | Vastgoedservice-Golden Palace Continental VGS |
| --------------------------------------------- | --------------------------------------------- | --------------------------------------------- |
| Num                                           | Coureur                                       | Pos                                           |
| 171                                           | Alexander Cools (BEL)                         | 100e                                          |
| 172                                           | Kevin Van Staeyen (BEL)                       | 85e                                           |
| 173                                           | Kurt Geysen (BEL)                             | 86e                                           |
| 174                                           | Kevin Hulsmans (BEL)                          | 120e                                          |
| 175                                           | Sam Lennertz (BEL)                            | 63e                                           |
| 176                                           |                                               |                                               |
| 177                                           | Rob Ruijgh (NED)                              | 42e                                           |
| 178                                           | Alphonse Vermote (BEL)                        | AB                                            |

| Veranclassic-Doltcini VER | Veranclassic-Doltcini VER       | Veranclassic-Doltcini VER |
| ------------------------- | ------------------------------- | ------------------------- |
| Num                       | Coureur                         | Pos                       |
| 181                       | Gianni Bossuyt (BEL)            | 67e                       |
| 182                       | Darijus Džervus (LTU)           | 34e                       |
| 183                       | Gorik Gardeyn (BEL)             | 49e                       |
| 184                       | Wouter Mol (NED)                | 119e                      |
| 185                       | Bob Schoonbroodt (NED)          | 58e                       |
| 186                       | Joeri Stallaert (BEL)           | 7e                        |
| 187                       | Francesco Van Coppernolle (BEL) | 29e                       |
| 188                       | Kevin Verwaest (BEL)            | 41e                       |

| Verandas Willems WIL | Verandas Willems WIL    | Verandas Willems WIL |
| -------------------- | ----------------------- | -------------------- |
| Num                  | Coureur                 | Pos                  |
| 191                  | Joren Touquet (BEL)     | 66e                  |
| 192                  | Louis Convens (BEL)     | AB                   |
| 193                  | Jelle Mannaerts (BEL)   | 14e                  |
| 194                  | Thomas De Troch (BEL)   | 53e                  |
| 195                  | Niels Vandyck (BEL)     | 105e                 |
| 196                  | Nicolas Vereecken (BEL) | 12e                  |
| 197                  | Michael Goolaerts (BEL) | 122e                 |
| 198                  |                         |                      |

| Wallonie-Bruxelles WBC | Wallonie-Bruxelles WBC  | Wallonie-Bruxelles WBC |
| ---------------------- | ----------------------- | ---------------------- |
| Num                    | Coureur                 | Pos                    |
| 201                    | Frédéric Amorison (BEL) | 71e                    |
| 202                    | Quentin Bertholet (BEL) | 68e                    |
| 203                    |                         |                        |
| 204                    | Antoine Demoitié (BEL)  | 21e                    |
| 205                    | Jonathan Dufrasne (BEL) | 80e                    |
| 206                    | Florent Mottet (BEL)    | AB                     |
| 207                    | Loïc Pestiaux (BEL)     | 84e                    |
| 208                    | Robin Stenuit (BEL)     | 13e                    |